# Flame de la Floride
Pour les articles homonymes, voir Flame.
Le Flame de la Floride (Florida Flame en anglais), était une équipe de la NBA Development League, ligue américaine mineure de basket-ball créée et dirigée par la NBA. Le Flame est basé à Fort Myers (Floride)
L'équipe est inactive pour la saison 2006/2007 faute d'avoir trouvé une salle où jouer, cependant les dirigeants espèrent revenir la prochaine saison.

## Historique

Le logo des Lowgators de Charleston

La franchise est initialement nommée les Lowgators de North Charleston à Charleston de 2001 à 2003. En 2003 on la renomme Charleston Lowgators, finalement en 2004 elle déménage à Fort Myers en Floride et prend le nom de Florida Flame.

## Entraîneurs successifs
- 2004-2005 :  Dennis Johnson
- 2005-2006 :  Jeff Malone